# فيلاسار دي مار
بلدية بيلاسار دي مار (بالكاتالانية: Vilassar de Mar) هي إحدى بلديات مقاطعة برشلونة، والتي تقع في منطقة كاتالونيا، شرق إسبانيا.
يبلغ عدد سكانها 19.052 نسمة وفقاً لإحصائية سنة (2007).

## أعلام
- دافيد بيلينغير
- نوريا مارتينيز